# 福栄
福栄（ふくえい）は、千葉県市川市の地名。郵便番号は272-0137。

## 地理
市川市南部に位置している。

## 交通

### 鉄道
町内に駅は存在しない。住民は近くの東京メトロ東西線の南行徳駅や行徳駅を利用することが多い。

### 道路
- 新浜通り

### バス
- わくわくバス（市川市コミュニティバス南部ルート）
- 京成バス　浦03系統

## 施設
- 市川市立福栄中学校
- 南行徳江戸川水再生センター
- 福栄いこいの広場
- 福栄スポーツ広場
- あいねすと(行徳野鳥観察舎)